# Falavarjan (Verwaltungsbezirk)
Falavarjan (persisch شهرستان فلاورجان) ist ein Schahrestan in der Provinz Isfahan im Iran. Er enthält die Stadt Falavarjan, welche die Hauptstadt des Verwaltungsbezirks ist. Der Bezirk nimmt aufgrund ihrer Nähe zur Metropole Isfahan eine besondere Stellung ein. Außerdem ist sie aufgrund ihrer Nähe zur Zobahan-Autobahn und der guten Anbindung an andere Nachbarstädte einer der belebtesten Vororte von Isfahan. Der Bezirk hat mehrere Städte: Falavarjan, Pir Bakran, Baharan Shahr, Kelishad-o-Suderjan, Ghahderijan, Abrisham, Zazeran, und Imanshahr.
Die wichtigsten historischen Bauwerke im Bezirk sind das Pir-Bakran-Mausoleum und die historische Moschee des Dorfes Oschtorjan (heute die Stadt Imanshahr).

## Demografie
Bei der Volkszählung 2016 betrug die Einwohnerzahl des Schahrestan 249.814. Die Alphabetisierung lag bei 87 Prozent der Bevölkerung. Knapp 67 Prozent der Bevölkerung lebten in urbanen Regionen.
| Zensusjahr | Einwohnerzahl |
| ---------- | ------------- |
| 2011       | 247.014       |
| 2016       | 249.814       |